# Symfonie nr. 21 (Mjaskovski)
Nikolaj Mjaskovski componeerde zijn Symfonie nr. 21 in Fis-mineur in (naar men zegt) veertien dagen in 1940. Het werd een eendelig werk van circa 18 minuten. Mjaskovsky schreef het ter gelegenheid van het 50-jarig bestaan van het Chicago Symphony Orchestra (CSO) dat destijds veelvuldig uitvoeringen gaf van Mjaskovski's (algemeen als zijn topsymfonie beschouwde) Zesde. Het werk begon als een Fantasie-symfonie. De eerste uitvoerenden waren echter niet het CSO, doch het USSR Staats Orkest onder leiding van Alexandr Gauk. Pas op 26 december 1940 stond het op de lessenaar van Frederick Stock met het CSO.
Het eendelig werk is verdeeld over een drietal tempi: Andante sostenuto - Allegro non troppo ma non impeto - Tempo I. De symfonie begint met een inleiding van de soloklarinet en heeft een serieuze ondertoon, die na vaker beluisteren steeds serieuzer wordt en uiteindelijk overheerst. De symfonie was een succes in de Verenigde Staten en kon meedrijven op de goede verstandhouding tussen de Sovjet-Unie en de VS tijdens de Tweede Wereldoorlog. Door deze situatie is het een van de meest uitgevoerde symfonieën van deze componist in de VS. Twee Amerikaanse topdirigenten met hun orkesten namen het werk op: Eugene Ormandy met zijn Philadelphia Orchestra en Morton Gould met het CSO. Ook uit de Sovjet-Unie kwamen opnamen. Deze zijn nauwelijks meer verkrijgbaar, maar in 2008 volgde de release door Alto van de al vijf jaar beloofde uitgave van het verdwenen label Olympia, in de serie van alle 27 symfonieën van de componist.

## Discografie
- CBS P 14155 (lp) / Columbia ML-4239 (lp) / Biddulph 64 (cd): Philadelphia Orchestra o.l.v. Eugene Ormandy
- Melodiya M10 4793 (lp): USSR Radio Symfonieorkest o.l.v. Aleksandr Gauk
- Melodiya D 488 (lp) / Melodiya D 09415-6 (lp): USSR Staats Symfonieorkest o.l.v. Konstantin Ivanov
- RCA Victor SB 6783 (lp): Chicago Symphony Orchestra o.l.v. Morton Gould
- HNH 4054 (lp) / Unicorn RHS 346 (lp) / Unicorn-Kanchana UKCD 2066 (cd): New Philharmonia Orchestra o.l.v. David Measham
- Audiophile APL 101.534 (cd): Moskou's Radio & Televisie Symfonieorkest o.l.v. Leonid Nikolajev
- Alto ALC 1023 (cd) / Warner 2564 69689-8 (cd): Academisch Symfonieorkest van de Russische Federatie o.l.v. Jevgeni Svetlanov

Symfonie nr. 1 · 2 · 3 · 4 · 5 · 6 · 7 · 8 · 9 · 10 · 11 · 12 · 13 · 14 · 15 · 16 · 17 · 18 · 19 · 20 · 21 · 22 · 23 · 24 · 25 · 26 · 27